# Damià Sabater
Damià Sabater Tous (3 de febrero de 1996, Palma, Islas Baleares, España) es un futbolista español que juega como mediocentro en el Racing Rioja C. F. de la Segunda División RFEF.

## Trayectoria
Se formó en el Mallorca, donde jugó en todas sus categorías inferiores, acompañando al técnico Pepe Gálvez en su progresión de entrenador desde las categorías inferiores al primer equipo.
Tras del descenso del club balear a la Segunda División, logró afianzarse en el lateral derecho mallorquín.
En 2015, el Real Mallorca y el jugador llegan a un acuerdo para la renovación del jugador por un periodo de cuatro temporadas. De esta forma el club mantiene en sus filas a uno de los jóvenes con más proyección de la cantera.
En enero de 2017, se convierte en jugador del C. D. Lugo, el jugador llega cedido por el R. C. D. Mallorca hasta el 30 de junio de 2017, tras la marcha de Pedraza.
En julio de 2018, tras rescindir su contrato con el conjunto mallorquín, firma por el R. C. D. Espanyol "B" de la Segunda División B de España.
En la temporada 2020-21, firma por el C.F. La Nucía de la Segunda División B de España.
El 18 de enero de 2021, firma por el Pontevedra C.F. de la Segunda División B de España.
En la temporada 2021-22, se compromete con el CD Eldense de la Segunda División RFEF.
El 24 de agosto de 2022, firma por el Racing Rioja C. F. de la Segunda División RFEF.

## Clubes
| Club                  | País   | Año             |
| --------------------- | ------ | --------------- |
| R. C. D. Mallorca "B" | España | 2011 - 2015     |
| R. C. D. Mallorca     | España | 2015 - 2016     |
| C. D. Lugo            | España | 2017            |
| R. C. D. Mallorca     | España | 2017 - 2018     |
| R. C. D. Espanyol "B" | España | 2018 - 2020     |
| C.F. La Nucía         | España | 2020 - 2021     |
| Pontevedra C.F.       | España | 2021            |
| CD Eldense            | España | 2021 - 2022     |
| Racing Rioja C. F.    | España | 2022 - Presente |